# Johann Christoph Pepusch
Johann Christoph Pepusch, né à Berlin le 19 juillet 1667 et mort à Londres le 20 juillet 1752, est un compositeur prussien ayant travaillé principalement en Angleterre. Il est surtout connu pour son arrangement du Beggar's Opera.

## Biographie
Fils d'un pasteur, Johann Christoph Pepusch est né en 1667, à Berlin, où il commence son apprentissage musical, avant d'obtenir, à 14 ans, une place à la cour, de laquelle il démissionne en 1698. Son motif serait une indignation ressentie après l'exécution d'un officier sans procédure judiciaire, et à laquelle il assista. En premier lieu, Pepusch se rendit à Amsterdam. Il s'établit ensuite à Londres en 1704, bien qu'il continuât à publier en Hollande jusqu'en 1718.
À Londres, Pepusch était à la fois compositeur et violon alto, ainsi que directeur théâtral, théoricien musical et organiste. En 1710, il est cofondateur de l'Academy of Ancient Music (Académie de la Musique Ancienne), et de la Madrigal Society, qui se consacrait à la recherche et à la représentation de la musique des époques passées, en particulier de l'époque élisabéthaine. Il reçoit en 1713 un doctorat et est reçu à l'université d'Oxford. L'ensemble de ses œuvres contient des genres très variés, allant de la sonate de chambre aux cantates et jusqu'à l'opéra. Durant les deux dernières décennies de sa vie, il se consacra essentiellement à l'étude de la musique ancienne. 
La musicologie anglaise désigne Pepusch comme un professeur reconnu. Ses élèves appartiennent aux plus éminents musiciens de son temps. Notamment de par ses initiatives, l'Angleterre se découvrit un centre d'intérêt pour la musique ancienne. De par lui et de par son influence, les institutions fondées s'employèrent davantage à l'entretien et à la reprise des vieilles œuvres.

## Œuvres
- Thomyris, Queen of Scythia, créé le 1er avril 1707 à Londres, est un opéra composé sur un livret de Pierre-Antoine Motteux.
- Vénus et Adonis (1715), inspiré des opéras de Giovanni Battista Bononcini et d'Alessandro Scarlatti